# Marxowo
Marxowo (russisch Марксово, deutsch (Groß u. Klein)  Steindorf, Skrusdienen, 1938–1945 Steinrode und Steingrenz) ist ein Ort in der russischen Oblast Kaliningrad. Er gehört zur kommunalen Selbstverwaltungseinheit Stadtkreis Polessk im Rajon Polessk.

## Geographische Lage
Marxowo liegt acht bis zehn Kilometer südöstlich der Kreisstadt Polessk (Labiau) an der Kommunalstraße 27K-249 südlich von Saranskoje (Laukischken) östlich der Deime (russisch: Deima). Die nächste Bahnstation ist der Haltepunkt in Scholochowo (Schelecken/Schlicken) an der Bahnstrecke Kaliningrad–Sowetsk (Königsberg–Tilsit).

## Geschichte

### Groß Steindorf
Der Ort Groß Steindorf gehörte zwischen 1874 und 1945 zum Amtsbezirk Schmerberg (der Ort ist nicht mehr existent) im Kreis Labiau im Regierungsbezirk Königsberg der preußischen Provinz Ostpreußen. Im Jahre 1910 lebten hier 187 Menschen. Am 12. Dezember 1922 wurden die Rentengüter Ischdaggen (nicht mehr existent) und Skrusdienen (s. u.) aus dem Gutsbezirk Gertlauken (Forst) in die Landgemeinde Groß Steindorf umgemeindet. Die Einwohnerzahl der so vergrößerten Gemeinde betrug 1933 256 und belief sich 1939 auf 222.

### Skrusdienen (Steinrode)
Die Zeitpachtkolonie Skrusdienen wurde 1848 bis 1850 gegründet und bestand vor 1945 lediglich aus ein paar Höfen. Als Teil des Gutsbezirks Gertlauken (Forst) wurde die Ortschaft 1874 dem Amtsbezirk Gertlauken zugeordnet. Am 12. Dezember 1922 wurde das Rentengut Skrusdienen in die Landgemeinde Groß Steindorf (s. o.) eingemeindet und damit in den Amtsbezirk Schmerberg umgegliedert. Innerhalb der Muttergemeinde wurde Skrusdienen am 3. Juni 1938 in ideologischer Abwehr „fremdländischer“ Ortsnamen in „Steinrode“ umbenannt.

### Klein Steindorf
Der einst Stendorf genannte Ort bestand aus vielen verstreuten kleinen Höfen und wurde vor 1895 in den Amtsbezirk Schmerberg eingegliedert. Im Jahre 1910 lebten in Klein Steindorf 158 Menschen. Die Einwohnerzahl betrug 1933 noch 95 und belief sich 1939 auf 90.

### Steindorf
Am 1. April 1940 wurden die Gemeinden Groß Steindorf (s. o.) und Klein Steindorf (s. o.) zur neuen Gemeinde Steindorf, Kreis Labiau, zusammengeschlossen.

### Steingrenz
Der Ort Steingrenz, der vor 1945 aus einer Försterei und einem Waldarbeitergehöft bestand, gehörte als Forstschutzbezirk innerhalb des Gutsbezirks Gertlauken (Forst) ab 1874 zum Amtsbezirk Gertlauken. Am 30. September 1929 wurde Steingrenz zusammen mit der Kolonie Heidenberg (nicht mehr existent) in die nach 1945 untergegangene Landgemeinde Eichenberg eingemeindet und damit in den Amtsbezirk Schmerberg umgegliedert.

### Marxowo
Als Folge des Zweiten Weltkriegs wurden die Orte (Groß und Klein) Steinort, Skrusdienen/Steinrode und Steingrenz im Jahr 1945 mit dem nördlichen Ostpreußen der Sowjetunion angeschlossen. Im Jahr 1947 wurden sie unter der russischen Bezeichnung Marxowo (nach Karl Marx) zusammengefasst. Gleichzeitig wurde der Ort dem Dorfsowjet Saranski selski Sowet zugeordnet. Von 2008 bis 2016 gehörte Marxowo zur Landgemeinde Saranskoje selskoje posselenije und seither zum Stadtkreis Polessk.

## Kirche
Die Bevölkerung der obigen deutschen Orte war vor 1945 fast ausnahmslos evangelischer Konfession. Alle drei waren sie in das Kirchspiel der Kirche Laukischken eingepfarrt und gehörten so zum Kirchenkreis Labiau in der Kirchenprovinz Ostpreußen der Kirche der Altpreußischen Union. Heute liegt Marxowo im Einzugsbereich der in den 1990er Jahren neu entstandenen evangelisch-lutherischen Gemeinde in Lomonossowka (Permauern, 1938–1946 Mauern), einer Filialgemeinde der Auferstehungskirche in Kaliningrad (Königsberg), der Hauptkirche der Propstei Kaliningrad der Evangelisch-lutherischen Kirche Europäisches Russland.